# UCI Asia Tour 2017
El UCI Asia Tour 2017 es la decimotercera edición del calendario ciclístico internacional asiático. Se inició el 31 de enero de 2017 con el Tour de Dubai en Dubái y finalizó el 22 de octubre del mismo año en Japón, con la Japan Cup.

## Equipos
Los equipos que pueden participar en las diferentes carreras dependen de la categoría de las mismas. A mayor nivel de una carrera pueden participar equipos de más nivel. Los equipos UCI ProTeam, sólo pueden participar de las carreras .HC y .1 pero tienen cupo limitado para competir, y los puntos que logran sus ciclistas no van a la clasificación. 
| Categoría      | Categoría                       | Equipos |
| -------------- | ------------------------------- | --- |
| .HC            | 1.HC (Carrera de un día)        | * ProTeam (max 65%) * Profesionales Continentales * Continentales * Selecciones nacionales                 |
| .HC            | 2.HC (Carrera de varios días)   | * ProTeam (max 65%) * Profesionales Continentales * Continentales * Selecciones nacionales                 |
| .1             | 1.1 (Carrera de un día)         | * ProTeam (max 50%) * Profesionales Continentales * Continentales * Selecciones nacionales                 |
| .1             | 2.1 (Carrera de varios días)    | * ProTeam (max 50%) * Profesionales Continentales * Continentales * Selecciones nacionales                 |
| .2             | 1.2 (Carrera de un día)         | * Profesionales Continentales * Continentales * Selecciones nacionales * Selecciones regionales * Amateurs |
| .2             | 2.2 (Carrera de varios días)    | * Profesionales Continentales * Continentales * Selecciones nacionales * Selecciones regionales * Amateurs |
| .Ncup (sub-23) | 1.Ncup (Carrera de un día)      | * Selecciones nacionales * Selecciones mixtas                                                              |
| .Ncup (sub-23) | 2.Ncup (Carrera de varios días) | * Selecciones nacionales * Selecciones mixtas                                                              |

## Calendario
Las siguientes son las carreras que componen el calendario UCI Asia Tour aprobado por la UCI

### Enero
| Fecha | Carrera       | Cat. | Ganador       | Equipo            |
| ----- | ------------- | ---- | ------------- | ----------------- |
| 31-4  | Tour de Dubai | 2.HC | Marcel Kittel | Quick-Step Floors |

### Febrero
| Fecha | Carrera                                 | Cat. | Ganador         | Equipo                  |
| ----- | --------------------------------------- | ---- | --------------- | ----------------------- |
| 14-19 | Tour de Omán                            | 2.HC | Ben Hermans     | BMC Racing              |
| 18-21 | Tour de Filipinas                       | 2.2  | Jai Crawford    | Kinan                   |
| 22-1  | Tour de Langkawi                        | 2.HC | Ryan Gibbons    | Dimension Data          |
| 27    | Campeonato Asiático Contrarreloj        | CC   | Dmitriy Gruzdev | Selección de Kazajistán |
| 27    | Campeonato Asiático Contrarreloj Sub-23 | CC   | Rei Onodera     | Selección de Japón      |

### Marzo
| Fecha | Carrera                            | Cat. | Ganador         | Equipo             |
| ----- | ---------------------------------- | ---- | --------------- | ------------------ |
| 1     | Campeonato Asiático en Ruta Sub-23 | CC   | Hayato Okamoto  | Selección de Japón |
| 2     | Campeonato Asiático en Ruta Elite  | CC   | Sanghong Park   | Selección de Korea |
| 26-30 | Tour de Taiwán                     | 2.1  | Benjamín Prades | Ukyo               |
| 31-2  | Tour de Tochigi                    | 2.2  | Benjamin Hill   | Attaque Team Gusto |

### Abril
| Fecha | Carrera           | Cat. | Ganador         | Equipo             |
| ----- | ----------------- | ---- | --------------- | ------------------ |
| 1-6   | Tour de Tailandia | 2.1  | Yevgeniy Gidich | Vino-Astana Motors |
| 13-16 | Tour de Lombok    | 2.2  | Nathan Earle    | Ukyo               |

### Mayo
| Fecha | Carrera       | Cat. | Ganador     | Equipo |
| ----- | ------------- | ---- | ----------- | ------ |
| 21-28 | Tour de Japón | 2.1  | Óscar Pujol | Ukyo   |

### Junio
| Fecha | Carrera        | Cat. | Ganador              | Equipo          |
| ----- | -------------- | ---- | -------------------- | --------------- |
| 1-4   | Tour de Kumano | 2.2  | José Vicente Toribio | Matrix-Powertag |
| 11-18 | Tour de Corea  | 2.1  | Min Kyeong-ho        | Seoul           |

### Julio
| Fecha | Carrera                | Cat. | Ganador           | Equipo            |
| ----- | ---------------------- | ---- | ----------------- | ----------------- |
| 14-19 | Tour de Flores         | 2.2  | Thomas Lebas      | Kinan             |
| 16-29 | Vuelta al Lago Qinghai | 2.HC | Yonathan Monsalve | Qinghai Tianyoude |

### Agosto
| Fecha | Carrera         | Cat. | Ganador     | Equipo                 |
| ----- | --------------- | ---- | ----------- | ---------------------- |
| 25-27 | Tour de Xingtái | 2.2  | Jacob Rathe | Jelly Belly p/b Maxxis |

### Septiembre
| Fecha | Carrera          | Cat. | Ganador         | Equipo                      |
| ----- | ---------------- | ---- | --------------- | --------------------------- |
| 8-10  | Tour de Hokkaido | 2.2  | Marcos García   | Kinan                       |
| 10-17 | Tour de China I  | 2.1  | Liam Bertazzo   | Wilier Selle Italia         |
| 18-22 | Tour de Molvccas | 2.2  | Marcus Culey    | St. George                  |
| 19-24 | Tour de China II | 2.1  | Kevin Rivera    | Androni-Sidermec-Bottecchia |
| 27-30 | Tour de Ijen     | 2.2  | Davide Rebellin | Kuwait-Cartucho.es          |
| 30-1  | Tour de Almaty   | 2.1  | Alexey Lutsenko | Astana                      |

### Octubre
| Fecha | Carrera                                     | Cat. | Ganador              | Equipo              |
| ----- | ------------------------------------------- | ---- | -------------------- | ------------------- |
| 3-7   | Jelajah Malaysia                            | 2.2  | Brendon Davids       | Oliver's Real Food  |
| 8     | Sun Hung Kai Properties Hong Kong Challenge | 1.1  | Matej Mohorič        | UAE Emirates        |
| 8-13  | Tour de Irán                                | 2.1  | Rob Ruijgh           | Tarteletto-Isorex   |
| 10-17 | Tour del Lago Taihu                         | 2.1  | Jakub Mareczko       | Wilier Selle Italia |
| 17-21 | Tour de Selangor                            | 2.2  | Muhamad Zawawi Azman | Sapura              |
| 22    | Japan Cup                                   | 1.HC | Marco Canola         | Nippo-Vini Fantini  |

## Clasificaciones
- Nota:

### Individual
La integran todos los ciclistas que logren puntos pudiendo pertenecer tanto a equipos amateurs como profesionales, inclusive los equipos UCI WorldTeam.
| Posición | Ciclista        | Puntos |
| -------- | --------------- | ------ |
| 1.º      | Mauricio Ortega | 416    |
| 2.º      | Alexey Lutsenko | 414    |
| 3.º      | Jakub Mareczko  | 390    |
| 4.º      | Benjamín Prades | 365    |
| 5.º      | Yevgeniy Gidich | 352    |
| 6.º      | Marco Canola    | 287    |
| 7.º      | Park Sang-hong  | 282    |
| 8.º      | Matej Mohorič   | 275    |
| 9.º      | Marcel Kittel   | 270    |
| 10.º     | Ryan Gibbons    | 270    |

| 11.º | Thomas Lebas             | 268    |
| 12.º | Ben Hermans              | 265    |
| 13.º | Jon Aberasturi           | 259    |
| 14.º | Siarhei Papok            | 246.25 |
| 15.º | Jonathan Monsalve        | 240    |
| 16.º | Cameron Bayly            | 238    |
| 17.º | Alberto Cecchin          | 228    |
| 18.º | Yousef Mirza Bani Hammad | 223.75 |
| 19.º | Arvin Moazemi            | 220    |
| 20.º | Edwin Ávila              | 212    |

### Equipos
A partir de 2016 y debido a cambios reglamentarios, todos los equipos profesionales entran en esta clasificación, incluso los UCI WorldTeam que hasta la temporada anterior no puntuaban. Se confecciona con la sumatoria de puntos que obtenga un equipo con sus 8 mejores corredores en la clasificación individual. La clasificación también la integran equipos que no estén registrados en el continente.
| Posición | Equipo                        | Puntos |
| -------- | ----------------------------- | ------ |
| 1.º      | Ukyo                          | 1374   |
| 2.º      | Wilier Selle Italia           | 1219   |
| 3.º      | IsoWhey Sports-Swiss Wellness | 807    |
| 4.º      | Pishgaman                     | 769    |
| 5.º      | Nippo-Vini Fantini            | 700    |

| 6.º  | Tabriz Shahrdary            | 698    |
| 7.º  | Kinan                       | 623    |
| 8.º  | RTS-Monton Racing           | 521    |
| 9.º  | Androni-Sidermec-Bottecchia | 507.5  |
| 10.º | Minsk CC                    | 485.25 |

### Países
Se confecciona mediante los puntos de los 10 mejores ciclistas de un país, no solo los que logren en este Circuito Continental, sino también los logrados en todos los circuitos. E incluso si un corredor de un país de este circuito, solo logra puntos en otro circuito (Europa, America, África, Oceanía), sus puntos van a esta clasificación.
| Posición | País          | Puntos |
| -------- | ------------- | ------ |
| 1.º      | Kazajistán    | 1547   |
| 2.°      | Irán          | 1005   |
| 3.º      | Japón         | 980    |
| 4.º      | Corea del Sur | 796    |
| 5.º      | Hong Kong     | 576    |

| 6.º  | China                  | 479 |
| 7.º  | Mongolia               | 440 |
| 8.º  | Emiratos Árabes Unidos | 227 |
| 9.º  | Malasia                | 192 |
| 10.º | Uzbekistán             | 191 |

### Países sub-23
| Posición | País          | Puntos |
| -------- | ------------- | ------ |
| 1.º      | Kazajistán    | 742    |
| 2.º      | Japón         | 370    |
| 3.º      | Corea del Sur | 258    |

## Evolución de las clasificaciones
| Fecha            | Clasificación individual | Clasificación por equipos | Clasificación por países | Clasificación por países sub-23 |
| ---------------- | ------------------------ | ------------------------- | ------------------------ | ------------------------------- |
| 25 de enero      | Alexey Lutsenko          | Pishgaman Cycling Team    | Irán                     | Kazajistán                      |
| 25 de febrero    | Alexey Lutsenko          | Pishgaman Cycling Team    | Irán                     | Kazajistán                      |
| 25 de marzo      | Alexey Lutsenko          | Team Ukyo                 | Kazajistán               | Kazajistán                      |
| 25 de abril      | Alexey Lutsenko          | Team Ukyo                 | Kazajistán               | Kazajistán                      |
| 25 de mayo       | Alexey Lutsenko          | Team Ukyo                 | Kazajistán               | Kazajistán                      |
| 25 de junio      | Yevgeniy Gidich          | Team Ukyo                 | Kazajistán               | Kazajistán                      |
| 31 de julio      | Mauricio Ortega          | Team Ukyo                 | Kazajistán               | Kazajistán                      |
| 30 de agosto     | Mauricio Ortega          | Team Ukyo                 | Kazajistán               | Kazajistán                      |
| 30 de septiembre | Mauricio Ortega          | Team Ukyo                 | Kazajistán               | Kazajistán                      |
| 31 de octubre    | Mauricio Ortega          | Team Ukyo                 | Kazajistán               | Kazajistán                      |
| Final            | Mauricio Ortega          | Ukyo                      | Kazajistán               | Kazajistán                      |